# Diadema palmeri
Diadema palmeri is een zee-egel uit de familie Diadematidae.
De wetenschappelijke naam van de soort werd in 1967 gepubliceerd door Alan N. Baker.

## Verspreiding
De soort komt voor in zuidwestelijke Grote Oceaan, rondom Nieuw-Zeeland, de subtropische Kermadeceilanden en lang de oostkust van Australië.